# Paul van Meekeren
Paul Adriaan van Meekeren (* 15. Januar 1993 in Amsterdam, Niederlande) ist ein niederländischer Cricketspieler, der seit 2013 für die niederländische Nationalmannschaft spielt.

## Aktive Karriere
Van Meekeren gab sein Debüt in der Nationalmannschaft im April 2013 bei einem Twenty20-Vier-Nationen-Turnier in Namibia gegen Kenia. Kurz darauf folgte gegen Südafrika auch sein ODI-Debüt. In der Folge konnte er sich im Nationalteam etablieren. So wurde er dann für die ICC World Twenty20 2016 nominiert. Dort gelangen ihm beim Sieg gegen Irland 4 Wickets für 11 Runs, wofür er als Spieler des Spiels ausgezeichnet wurde. daraufhin erhielt er einen Vertrag mit Somerset in der County Championship. Bei einem Vier-Nationen-Turnier in Oman im Februar 2019 gegen Irland ebenfalls vier Wickets (4/38) erreichen. Im Sommer kam Simbabwe für eine Tour in die Niederlande, wobei ihm im zweiten Twenty20 3 Wickets für 25 Runs gelangen. Im Oktober gelangen ihm dann beim ICC Men’s T20 World Cup Qualifier 2019 gegen Kenia (3/27), Namibia (3/16) und Bermuda (3/26) jeweils drei wickets erreichen. Die Endrunde wurde dann ein Jahr verschoben und nachdem seine Leistungen im Jahr 2021 nicht überzeugten, fehlte er beim ICC Men’s T20 World Cup 2021 im niederländischen Kader. Im Folgejahr war er dann jedoch beim ICC Men’s T20 World Cup 2022 im Kader und konnte dort beim Sieg gegen Simbabwe 3 Wickets für 29 Runs beisteuern.